# Локалитет Гргуревачка пећина на Поповом чоту
Локалитет Гргуревачка пећина на Поповом чоту је локалитет у режиму заштите I степена, површине 0,89ha, у централном делу НП Фрушка гора.
Налази се на Поповом чоту (444м.н.в.), у ГЈ 3807 Шуљамачка главица-Краљевац, одељење 48, чистина 1. Име је добила по селу Гргуревци изнад којег се налази. То јегГеолошко-геолошкоморфолошки локалитет, кречњачка пећина формирана у мезозоику, специфичног пећинског накита.